# Nocomis leptocephalus
Nocomis leptocephalus är en fiskart som först beskrevs av Girard, 1856.  Nocomis leptocephalus ingår i släktet Nocomis och familjen karpfiskar. Inga underarter finns listade i Catalogue of Life.